# Pauli-Prinzip
Das Pauli-Prinzip (auch Pauli-Verbot oder Paulisches Ausschließungsprinzip) ist ein physikalisches Gesetz, das sich in der Quantenphysik auswirkt. Es wurde 1925 von Wolfgang Pauli zur quantentheoretischen Erklärung des Aufbaus der Atome formuliert und besagte in seiner ursprünglichen Fassung, dass je zwei Elektronen in einem Atom nicht in allen Quantenzahlen übereinstimmen können. In der modernen Formulierung besagt das Pauli-Prinzip, dass die Wellenfunktion eines Quantensystems in Bezug auf Vertauschung von identischen Fermionen antisymmetrisch ist. Da auch die Quarks als Bausteine von Protonen und Neutronen zu den Fermionen zählen, gilt das Pauli-Prinzip für die gesamte Materie im allgemein verstandenen Sinne: Identische Fermionen „schließen sich gegenseitig aus“, können also nicht zur selben Zeit am selben Ort (Raumzeitpunkt) existieren. Nur so lässt sich der differenzierte Aufbau der Materie mit Atomen und Molekülen verstehen. Das Pauli-Prinzip bestimmt demnach nicht nur den Aufbau des Atoms (z. B. im Schalenmodell der Atomhülle und des Atomkerns), sondern auch den größerer Strukturen. Eine Folge ist der Widerstand, den kondensierte Materie weiterer Kompression entgegensetzt.
Das Pauli-Prinzip ist nicht zu verwechseln mit dem Pauli-Effekt.

## Vereinfachte Darstellung
In der Quantenmechanik sind identische Teilchen ununterscheidbar. Das bedeutet, dass etwa der Verlauf eines Experiments oder ganz allgemein die Entwicklung eines physikalischen Systems sich nicht ändern, wenn zwei identische Teilchen vertauscht werden. In der Quantentheorie hängen die Messwerte, die ein System erzeugt, vom Betragsquadrat der Gesamt-Wellenfunktion des Systems ab. Dieses Betragsquadrat muss also nach der Vertauschung zweier identischer Teilchen gleich bleiben – was in diesem Fall bedeutet, dass sich durch die Vertauschung nur der Phasenanteil der Wellenfunktion ändern darf. In einer Welt mit drei Raumdimensionen kann dieser Phasenfaktor nur {\displaystyle +1} oder {\displaystyle -1} sein. Teilchen, bei denen die Wellenfunktion unter Vertauschung gleich bleibt, heißen Bosonen, Teilchen mit einem Vorzeichenwechsel in der Wellenfunktion heißen Fermionen. Der Vorzeichenwechsel wird als Antisymmetrie der Wellenfunktion bezüglich Teilchenvertauschung bezeichnet.
In seiner speziellen und zuerst beobachteten Form besagt das Pauli-Prinzip, dass in einem Atom keine zwei Elektronen in allen vier Quantenzahlen, die zu seiner Zustandsbeschreibung im Orbitalmodell notwendig sind, übereinstimmen. Wenn zwei Elektronen beispielsweise gleiche Haupt-, Neben- und magnetische Quantenzahlen haben, müssen sie sich in der vierten Quantenzahl, in diesem Fall der Spin-Quantenzahl, unterscheiden. Da diese nur die Werte {\displaystyle -{\tfrac {1}{2}}} und {\displaystyle +{\tfrac {1}{2}}} annehmen kann, können sich in einem einzigen Atomorbital maximal zwei Elektronen aufhalten. Diese Tatsache bestimmt maßgeblich den Aufbau der chemischen Elemente (siehe Periodensystem).
Als Berechnungsbeispiel kann die Lösung der Schrödingergleichung für das einfachste vom Pauli-Prinzip „betroffene“ Atom, das Heliumatom, dienen.

## Allgemeine Form (verallgemeinertes Pauli-Prinzip)

### Formulierung
Die Gesamtwellenfunktion {\displaystyle \psi ({\vec {r}}_{1},s_{1};{\vec {r}}_{2},s_{2};\dots )} eines Systems von {\displaystyle n} identischen Fermionen muss total antisymmetrisch bezüglich jeder Vertauschung P zweier Teilchen sein:
{\displaystyle \psi ({\vec {r}}_{1},s_{1};\ldots ;{\vec {r}}_{n},s_{n})=-(P\psi )({\vec {r}}_{1},s_{1};\ldots ;{\vec {r}}_{n},s_{n})\,\,.}
Dabei ist {\displaystyle {\vec {r}}_{i}} der Ort, {\displaystyle s_{i}} der Spin des {\displaystyle i}-ten Fermions und {\displaystyle P} jeder Permutationsoperator, der die Vertauschung jeweils zweier Teilchen bewirkt, also z. B. für die Vertauschung des ersten Teilchens mit dem zweiten:
{\displaystyle (P\psi )({\vec {r}}_{1},s_{1};{\vec {r}}_{2},s_{2};\dots ):=\psi ({\vec {r}}_{2},s_{2};{\vec {r}}_{1},s_{1};\dots )\,\,.}

### Anschauliche Deutung
Betrachtet man ein System aus zwei nichtunterscheidbaren Fermionen, so gilt wegen der Antisymmetrie der Gesamtwellenfunktion
{\displaystyle \psi ({\vec {r}}_{1},s_{1};{\vec {r}}_{2},s_{2})=-\psi ({\vec {r}}_{2},s_{2};{\vec {r}}_{1},s_{1}).}
Für {\displaystyle ({\vec {r}}_{1},s_{1})=({\vec {r}}_{2},s_{2})} ergibt sich daraus {\displaystyle \psi ({\vec {r}}_{1},s_{1};{\vec {r}}_{1},s_{1})=-\psi ({\vec {r}}_{1},s_{1};{\vec {r}}_{1},s_{1})}, d. h. {\displaystyle \psi ({\vec {r}}_{1},s_{1};{\vec {r}}_{1},s_{1})=0}. Somit muss auch das Betragsquadrat dieser Wellenfunktion, also die Wahrscheinlichkeitsdichte dafür, dass man bei einer Messung beide Fermionen am selben Ort {\displaystyle {\vec {r}}_{1}} mit demselben Spin {\displaystyle s_{1}} findet, null sein.
In vielen Fällen (ein solcher Fall ist z. B. für nichtentartete Eigenfunktionen von Hamilton-Operatoren ohne Spin-Bahn-Kopplung stets gegeben) ist die Gesamtwellenfunktion {\displaystyle \psi } als Produkt von Ortswellenfunktion {\displaystyle \phi } und Spinwellenfunktion {\displaystyle \chi } darstellbar, also
{\displaystyle \psi ({\vec {r}}_{1},s_{1};{\vec {r}}_{2},s_{2})=\phi ({\vec {r}}_{1},{\vec {r}}_{2})\chi (s_{1},s_{2}).}
Wegen der Antisymmetrie ist dann {\displaystyle \phi ({\vec {r}}_{2},{\vec {r}}_{1})\chi (s_{2},s_{1})=-\phi ({\vec {r}}_{1},{\vec {r}}_{2})\chi (s_{1},s_{2})}. Ist etwa die Spinwellenfunktion symmetrisch, also {\displaystyle \chi (s_{1},s_{2})=\chi (s_{2},s_{1})}, so folgt daraus die Antisymmetrie der Ortswellenfunktion {\displaystyle \phi }. Entsprechend gilt allgemein, dass die Symmetrie einer der Funktionen {\displaystyle \phi } oder {\displaystyle \chi } äquivalent zur Antisymmetrie der jeweils anderen ist.
Sind also die zwei Fermionen etwa im selben Spinzustand {\displaystyle s}, dann ist {\displaystyle \chi (s_{1},s_{2})=\delta _{ss_{1}}\delta _{ss_{2}}} symmetrisch und daher folgt die Antisymmetrie der Ortswellenfunktion.
Diese Zusammenhänge gelten sinngemäß auch dann, wenn mehr als zwei nichtunterscheidbare Fermionen beteiligt sind.

### Gültigkeit
In der Natur kommen Teilchen mit halbzahligem Spin (Fermionen) und Teilchen mit ganzzahligem Spin (Bosonen) vor. Das Spin-Statistik-Theorem liefert die theoretische Begründung für den empirischen Befund, dass alle Elementarteilchen mit halbzahligem Spin der Fermi-Dirac-Statistik folgen, hingegen alle Teilchen mit ganzzahligem Spin der Bose-Einstein-Statistik folgen.
Das Paulische Ausschließungsprinzip gilt für alle Teilchen mit halbzahligem Spin und nur für diese. Für Bosonen gilt das Paulische Ausschließungsprinzip hingegen nicht. Diese Teilchen genügen der Bose-Einstein-Statistik und können gleiche Quantenzustände einnehmen, im Extremfall bis hin zum Bose-Einstein-Kondensat.

### Permutations- und Drehverhalten
Das verschiedene Permutationsverhalten von Fermionen und Bosonen passt zum verschiedenen Drehverhalten der jeweiligen Spinoren. In beiden Fällen ergibt sich ein Faktor von {\displaystyle (-1)^{2s}=\mp 1}, mit dem (+)-Zeichen für Bosonen ({\displaystyle s} ganzzahlig) und dem (−)-Zeichen für Fermionen ({\displaystyle s} halbzahlig), entsprechend einer Drehung um 360°. Der Zusammenhang liegt unter anderem deshalb nahe, weil eine Vertauschung der Teilchen 1 und 2 einer komplementären Drehung der beiden Teilchen um 180° entspricht (zum Beispiel Teilchen 1 zum Ort 2 auf dem oberen Halbkreis, Teilchen 2 zum Ort 1 auf dem unteren Halbkreis).

## Konsequenzen
Das Pauli-Prinzip führt zur Austauschwechselwirkung und erklärt die Spinordnung in Atomen (Hundsche Regeln) und Festkörpern (Magnetismus).
In der Astrophysik wird durch das Pauli-Prinzip erklärt, dass alte Sterne mit Ausnahme der Schwarzen Löcher – zum Beispiel Weiße Zwerge oder Neutronensterne – nicht unter ihrer eigenen Gravitation zusammenbrechen. Die Fermionen erzeugen einen Gegendruck, den Entartungsdruck, der einer weiteren Kontraktion entgegenwirkt.
Bei Streuprozessen zweier identischer Teilchen ergeben sich für das Trajektorienpaar durch Vertauschung stets zwei verschiedene, aber von außen nicht unterscheidbare Möglichkeiten. Dies muss bei der theoretischen Berechnung von Wirkungsquerschnitt und Streuwellenfunktion berücksichtigt werden.